# Majorette
Pour l’article homonyme, voir Majorette (entreprise).

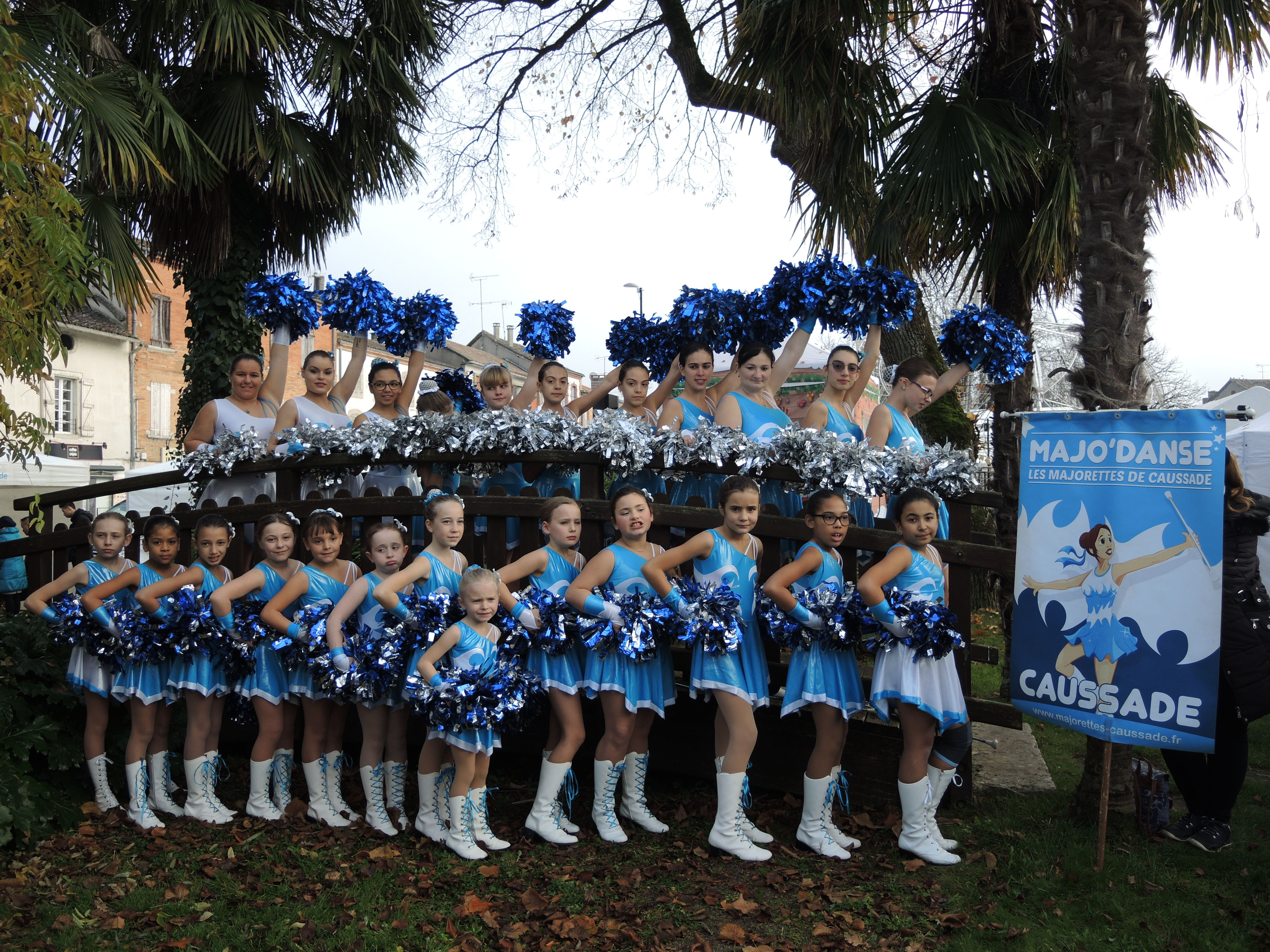
Groupe de majorettes à Caussade (Tarn et Garonne 82)

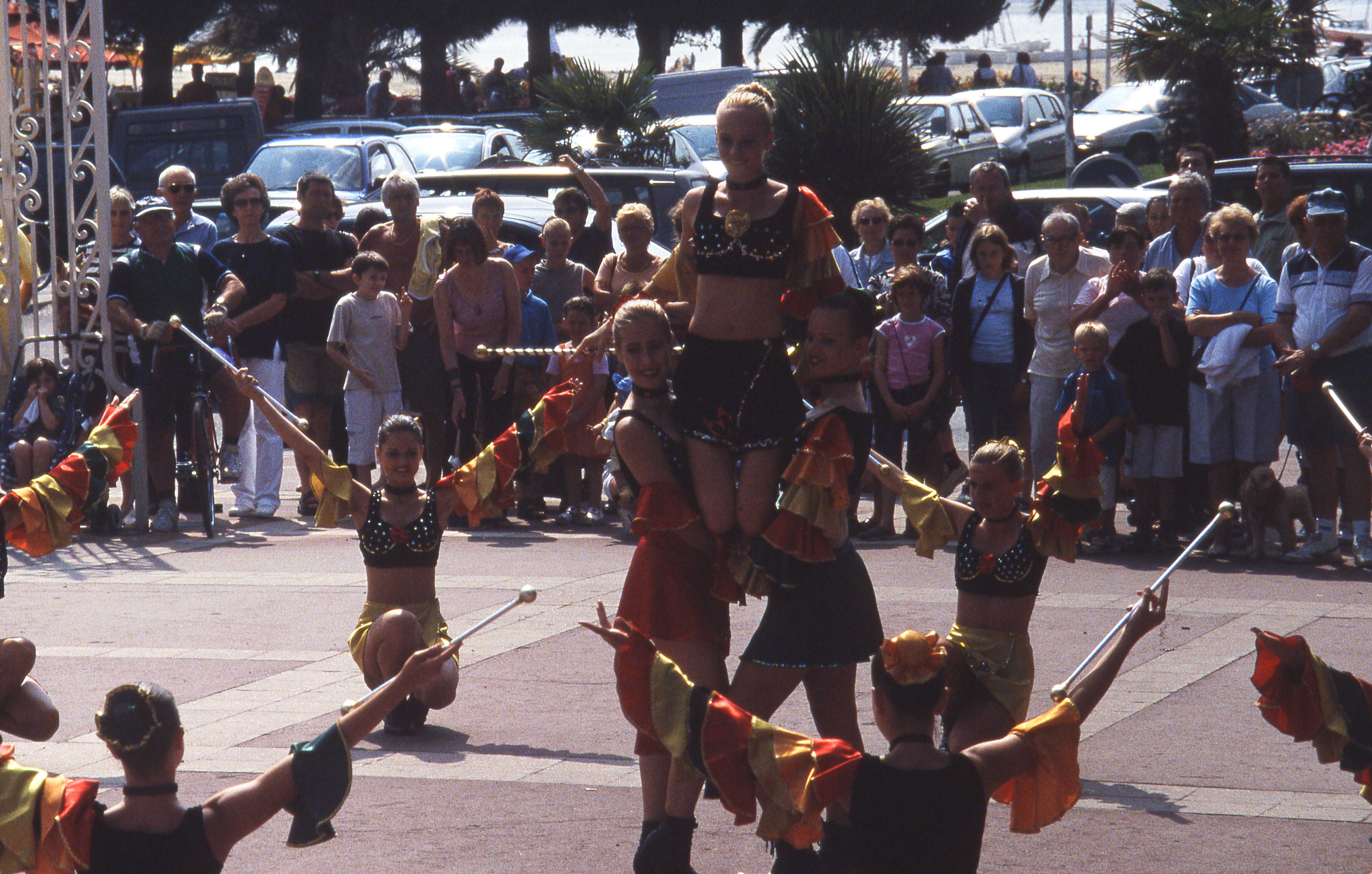
Chorégraphie de majorettes à Royan.

Une majorette est une personne (majoritairement de sexe féminin) habillée d'un costume de parade et de coiffes ou de chapeaux stylisés, défilant sur la voie publique en groupe, au rythme de musiques chorégraphiques et maniant un bâton métallique lequel est manipulé en circonvolutions artistiques.
Les groupes de majorettes précèdent traditionnellement les défilés à l'occasion de fêtes municipales, soit les fanfares sur des rythmes de marches de parade, soit sur diverses musiques rythmées notamment de carnaval et sont souvent suivies de corsos fleuris lançant quelques confettis multicolores.
Elles sont aussi en tête de l'ouverture et de la clôture de plusieurs spectacles de cirque.
Aujourd'hui, les majorettes se sont modernisées et sont habillées de façon moins traditionnelle, parfois comme les gymnastes avec justaucorps et jupes. On trouve par ailleurs de nombreux garçons. Elles dansent dorénavant sur des musiques plus contemporaines, abandonnant pour certaines leurs fanfares.
La chorégraphie consiste en grande partie à faire tournoyer le bâton et faire des lancers, surtout quand les majorettes font partie d'un défilé plus large. Mais elle peut aussi comprendre de véritables mouvements de danse et d'acrobaties tout en continuant de manier le bâton qui est à lui seul l’élément essentiel d'une majorette. Elles peuvent aussi manier les pompons et dans certains cas, des bâtons-drapeau. 
De nombreuses fédérations de majorettes existent. Les majorettes sont regroupées au sein d'associations ou de formations et défilent à l'occasion de fêtes publiques, organisent des galas et participent à des championnats.
Leur discipline, par son rôle d'animation d'événements tout en étant une forme de danse, joue un rôle assez proche du cheerleading (gestuelle des « pom-pom girls »).